# Ottorino Barassi
Ottorino Barassi (Napoli, 5 ottobre 1898 – Roma, 24 novembre 1971) è stato un dirigente sportivo italiano.

## Biografia
Il padre, colonnello d'artiglieria, era stato trasferito a Cremona presso il reggimento di artiglieria a cavallo. Svolse attività calcistica prima e durante la Grande Guerra sotto i colori della poco conosciuta "Unitas" di Cremona. Partecipò al conflitto come ufficiale con un suo compagno di giochi e coetaneo, il sergente Prospero Severi, che fu per molti anni il segretario del Comitato ULIC di Cremona. Si laureò poi in Ingegneria elettrotecnica.
Fu proprio durante il periodo degli studi universitari che decise di partecipare, quale tesserato della Cremonese, a un corso per arbitri durante la stagione 1920-21 e ottenere l'abilitazione ad arbitro regionale. Intanto, quale corrispondente sportivo per il giornale La Provincia di Cremona, acquisiva dimestichezza con le problematiche sportive in un'epoca particolarmente difficile per lo sport italiano, che vedeva il regime fascista andare al governo ed entrare sistematicamente in tutti gli aspetti della vita del Paese, sport compreso.
Nel 1925 fu eletto vicepresidente dell'Associazione Italiana Arbitri (AIA), con l'avvocato Giovanni Mauro presidente ed Eraldo Gaudenzi segretario-cassiere. Sempre nello stesso anno fu eletto quale cassiere della Lega Nord della Federazione Italiana Giuoco Calcio (FIGC) ottenendo il 65% dei voti, mentre al ragionier Mario Bellini di Padova furono dati il 30% delle preferenze. All'inizio della stagione 1925-26, quale arbitro, veniva promosso al livello superiore, alle dirette dipendenze della Commissione Arbitri della Lega Nord, per arbitrare gare di Seconda Divisione. Con la crisi del direttivo della Lega Nord, culminata il 27 giugno 1926 con le dimissioni suo intero blocco direttivo, il presidente del Comitato olimpico nazionale italiano (CONI) e camicia nera Lando Ferretti nominò una triade di esperti: l'avvocato Giovanni Mauro, presidente dell'AIA, il presidente del Bologna, Paolo Graziani, e il gerarca fascista Italo Foschi, fautore delle fusioni che portarono alla nascita della Roma, i quali, riunitisi a Viareggio stilarono nei primi giorni del luglio 1926 la carta di Viareggio, documento che avrebbe rivoluzionato le sorti dell'Italia calcistica.
Per Barassi c'è la nomina a segretario del Direttorio Divisioni Superiori con presidente il commendator Ulisse Baruffini; il Direttorio avrebbe sostituito Lega Nord e Lega Sud alla gestione delle nuove massime categorie nazionali, ovvero la Divisione Nazionale, che nel giro di tre stagioni si sarebbe scissa in Serie A e Serie B, e la nuova Prima Divisione, dal 1929-30 antenata dell'odierna Serie C e nata nel 1935 con la sua riduzione degli organici.
Nel febbraio 1927, a mandato non ancora terminato, Baruffini dette le dimissioni: il 16 dello stesso mese il Direttorio Federale della FIGC nominò Barassi quale commissario. Dalla stagione successiva il Direttorio gli affidò la carica di presidente, e nell'immediato Barassi si occupò del cambio di sede della Federazione da Bologna a Roma (1929). Dal 1930 al 1932 è presidente della Federazione Italiana Rugby. Nel maggio 1933 avviene un importante cambiamento ai vertici della Federazione: il presidente Leandro Arpinati è rimosso da ogni suo incarico sportivo e da ogni carica fascista e mandato al confino. Al posto di Arpinati il CONI nomina quale nuovo presidente FIGC il luogotenente generale Giorgio Vaccaro, il quale lo volle alla segreteria del Direttorio Federale.

Barassi (a destra) e Orazio Siino, presidente del Comitato Regionale Siculo, a Roma nel 1968.

Dopo esser stato nominato segretario generale della FIGC nel 1933, Barassi ebbe l'incarico di gestire l'organizzazione del campionato del mondo 1934. Durante la Seconda guerra mondiale custodì per un breve periodo nella sua abitazione di Roma, situata a piazza Adriana, la Coppa Jules Rimet; ma temendo che venisse requisita dai nazisti per fonderne l'oro in essa contenuto, la mandò a Torremaggiore, piccola cittadina a vocazione agricola in provincia di Foggia, presso l'abitazione dei parenti Leonardo e Antonietta Barassi, i quali tennero nascosta la coppa per due anni in un fusto contenente olio extra-vergine d'oliva.
Dopo la guerra, la coppa fu riconsegnata alla FIFA nel 1950. Dal 4 dicembre 1944 al 13 maggio 1946 fu nominato da Giulio Onesti reggente della Federcalcio, di cui diventò presidente il 15 maggio 1946, mantenendo tale carica sino al 1958.
Visto il buon esito del lavoro svolto per il mondiale italiano, la FIFA lo contattò per dare una mano agli ufficiali brasiliani nell'organizzazione del campionato del mondo 1950, ottenendo anche lì risultati positivi: si assicurò che lo stadio Maracanã fosse pronto in tempo per il torneo e che l'evento filasse liscio. Nel 1952 fu nominato membro del Comitato Esecutivo FIFA; con tale titolo contribuì alla fondazione dell'UEFA agli inizi degli anni 50.
Nel frattempo elaborò il lodo Barassi, una riforma che si prefiggeva di ridurre gli organici delle serie calcistiche e limitare l'ingaggio dei calciatori stranieri in Italia. Il suo mandato terminò con il commissariamento della FIGC, dopo la grave crisi derivata dal cosiddetto disastro di Belfast, ovvero l'inaspettata sconfitta dell'Italia contro l'Irlanda del Nord e la conseguente mancata qualificazione alla fase finale del campionato del mondo 1958 in Svezia. Per Barassi fu un duro colpo, ma non volle ritirarsi a vita privata: riteneva di poter dare ancora molto al calcio italiano e lo dimostrò candidandosi alla presidenza della Lega Nazionale Dilettanti, a cui fu eletto all'unanimità nel 1959 rimanendovi fino al 1971, anno in cui morì.
Nel 1969 gli fu intitolata la Coppa Ottorino Barassi. Nel 2011 gli viene attribuito un riconoscimento alla memoria nella Hall of Fame del calcio italiano.